# 적성초등학교 (경기)
적성초등학교는 대한민국 경기도 파주시 적성면 가월리에 있었던 공립 초등학교이다.

## 연혁
- 1909년 1월 25일 사립 명륜학교 개교
- 1911년 5월 1일 사립적성보통학교 개편
- 1912년 2월 1일 적성공립보통학교(4년제)로 개편
- 1923년 4월 1일 6년제 연장
- 1938년 4월 1일 적성공립심상소학교로 개칭
- 1941년 4월 1일 적성공립국민학교 교명 변경
- 1985년 9월 1일 병설유치원 인가
- 1996년 3월 1일 적성초등학교로 개칭
- 1998년 9월 1일 마지초등학교로 통폐합(83회 3154명 졸업)